# (3438) Inarradas
(3438) Inarradas est un astéroïde de la ceinture principale.

## Description
(3438) Inarradas est un astéroïde de la ceinture principale. Il fut découvert le 21 septembre 1974 à El Leoncito par l'Observatoire Félix Aguilar. Il présente une orbite caractérisée par un demi-grand axe de 3,05 UA, une excentricité de 0,20 et une inclinaison de 15,3° par rapport à l'écliptique.

## Compléments